# 電波銀河
電波銀河(radio galaxy)は、最大光度1039Wに及ぶ非常に明るい電波（10 MHzから100 GHz）を放出する活動銀河である。類似のものに電波を出すクエーサーやブレーザーがある。電波の放出はシンクロトロンの過程による。観測によると、2つの宇宙ジェットとその外部の媒体の相互作用が相対論的ビームの効果によって変化したものである。このような銀河のほとんどは楕円銀河であり、電波銀河はそれ自体の性質だけではなく、かなり離れていても検出できるため、観測宇宙論のツールとして利用できることからも関心を持たれている。近年、銀河間空間、特に銀河団の電波銀河の効果に関する多くの研究が行われている。

## 放出の過程

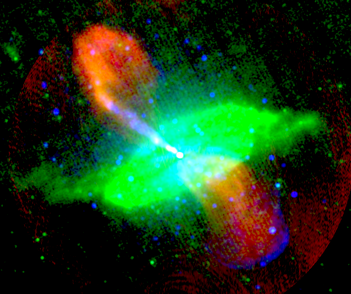
近隣の電波銀河ケンタウルス座A。赤色は電波、緑色は赤外線、青色はX線。

電波銀河からの電波の放出は、非常に滑らかで帯域が広く偏光も強いため、シンクロトロン放射であると推定される。これは電波を放射するプラズマ、少なくとも相対論的速度の電子と磁場が存在することを示唆している。プラズマは中性であるため、陽子か陽電子も含まれていることになる。観測される放射光から直接粒子の種類を決定する方法はなく、さらに観測から粒子や磁場のエネルギー密度を測定する方法もない。所与の放射率を与えるための最低エネルギー条件は決定できるが、真のエネルギーが最低エネルギーの近くにあると信じるに足る証拠は長年の間なかった。
シンクロトロン放射と似た過程に逆コンプトン散乱がある。これは相対論的な原子が周囲の光子と相互作用してトムソン散乱を起こし、高エネルギーを発する過程である。逆コンプトン放射を起こす電波源は、X線領域でも特に重要であることが分かり、また電子の密度（と既知の光子の密度）のみに依存するため、逆コンプトン散乱の検出により、粒子と磁場のエネルギー密度を推定することができる。この方法によって、多くの強力な電波源は実際に最低エネルギー状態と非常に近いことが分かっている。
シンクロトロン放射は、電波の波長に限定されない。電波源が粒子に十分大きなエネルギーを与えられれば、赤外線、可視光線、紫外線、さらには通常の磁場で電子のエネルギーが1テラ電子ボルトを超えるとX線としてさえ検出される。シンクロトロン放射と他の放射過程を区別するのには、偏光や連続スペクトルが用いられる。ジェットやホットスポットは高い振動数のシンクロトロン放射の源になることが多い。シンクロトロン放射と逆コンプトン放射を観測から区別することは困難であり、特にX線については天体ごとにどちらの過程が起こっているのかは議論がある。電波銀河での粒子の加速については、他にフェルミ加速の可能性も考えられる。

## 構造
電波銀河は、広範囲に電波の構造を作る。最も一般的な大規模構造はローブと呼ばれ、2つの、しばしば対称性を持つ、おおよそ楕円形の構造が活動核の両脇に現れる。低光度の電波源には、より引き延ばされた形のプリュームと呼ばれる構造が現れることがある。またいくつかの電波銀河には、ジェットとして知られる、核から直接ローブまで続く長細い構造が1つか2つ現れる（おとめ座銀河団のM87のものが有名である）。1970年代以来、最も広く受け入れられているモデルでは、ローブやプリュームは隣接する活動核から供給される高エネルギー粒子のビームや磁場からエネルギーを得ているとしている。一方ジェットは、ビームが可視化したものであると信じられている。
1974年、バーナード・ファナロフとジュリア・リレイは電波源を、FRI(Fanaroff and Riley Class I)とFRII(Fanaroff and Riley Class II)という2つのクラスに分類した。この区別は当初は広範囲の電波の放射を基にしており、中央に向かって明るくなるものがFRI、端に向かって明るくなるものがFRIIに分類された。ファナロフとリレイは、2つのクラスの光度には、FRIは光度が小さく、FRIIは光度が大きいという明確な違いがあることを観察した。さらに詳細に観測すると、電波銀河の形態は、電波源からのエネルギー伝達の方法に依存していることが明らかとなった。FRIは中央に明るいジェットがあり、FRIIはジェットは弱いが、ローブの端に明るいホットスポットがある。その結果、FRIIはローブの先端まで効率的にエネルギーを伝達できるが、FRIのビームは途中で大部分のエネルギーを散逸してしまうため、エネルギー伝達の効率が悪い。

## 生活環
3C236のような最大級の電波銀河は、メガパーセクに及ぶローブやプリュームを持つが、これは1000万年から1億年かけて成長してきたことを示している。これは、非常に小さくて非常に若い場合を除き、我々は電波銀河の活動を直接は観測できず、そのため理論や多くの観測からの推測に頼ることしかないことを意味している。明らかに、電波源は最初は小さく生まれ、大きく成長していく。ローブを持った電波源の場合、その動力学はかなりシンプルである。ジェットがローブにエネルギーを与え、ローブの圧力が大きくなってローブが拡張する。拡張の速さは、外部の密度や圧力の大きさに依存する。長い間、強力な電波源は音速を超える速さで成長し、外部に衝撃波を出していると推測されていた。しかしX線観測により、強力なFRII電波源のローブ内部の圧力は、外部の圧力に対して、超音速で成長するのに必要な大きさよりも小さいことが明らかとなった(例)。超音速で拡張していることが明確に分かっている既知の系はケンタウルス座Aで、おそらく比較的最近の活動核の爆発の結果だろうと考えられている。

## 環境
電波銀河のほとんどは楕円銀河である。セイファート銀河の中にも、弱くて小さい電波のジェットを出すことがあるが、電波銀河として分類される程の強さはない。
どうして楕円銀河に電波銀河が多いのかについては、いくつかの理由が想定できる。1つは、楕円銀河の多くは大質量ブラックホールを含んでおり、そのため大きな光度を支えるエネルギーがあるということである。もう1つは、楕円銀河では電波源を抑制する星間物質の量が少ないということがある。冷たいガスを大量に含む渦巻銀河ではジェットの形成が妨げられている可能性もある。今日のところ、観測結果に対する単一の説明は得られていない。

## 用語
電波銀河とクエーサーが同じ天体だと考えられるようになったことから、広く使われているradio galaxyという用語は不適切になってきた。'Double Radiosource Associated with Galactic Nucleus'という言葉のアクロニムであるDRAGNという用語が作られたが、広く使われていない。Extragalactic radio sourceという用語は一般的であるが、スターバースト銀河等のような銀河系外の天体の多くも電波サーベイで検出されているため、混乱を招く。Radio-loud active galaxyという言葉は曖昧さがなく、英語版のウィキペディアでも多く使われている。